# 諾因基希
諾因基希是瑞士的城鎮，位於該國北部，由沙夫豪森州負責管轄，面積17.92平方公里，海拔高度429米，2010年人口1,943，其中六成居民信奉基督教。

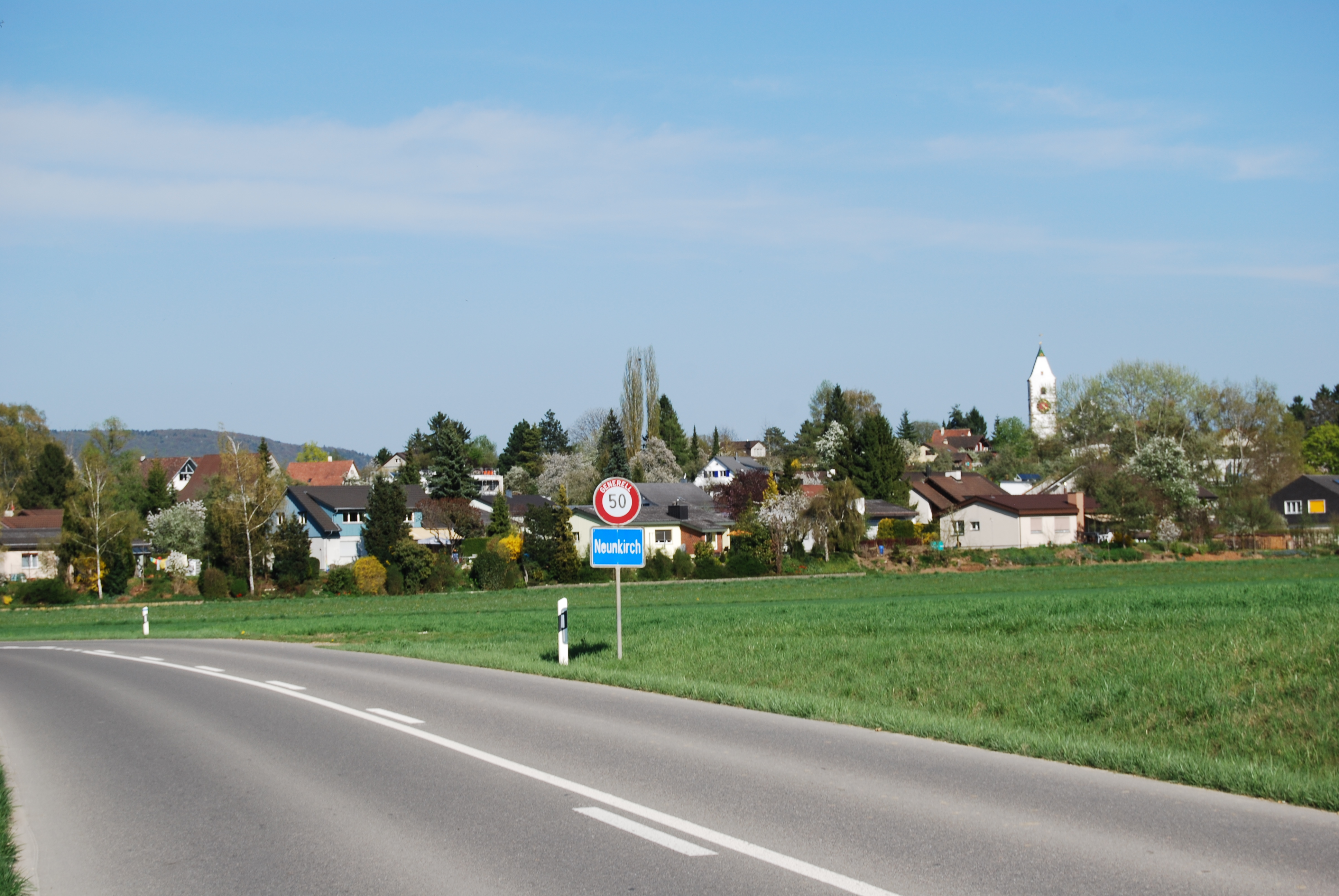